# Liste des œuvres d'art de la Seine-Maritime
Cet article vise à recenser les œuvres d'art dans l'espace public dans le département de la Seine-Maritime, en France.

## Liste
Les œuvres sont classées par ordre alphabétique de communes et, au sein de celles-ci, par ordre chronologique d'installation, dans la mesure des informations disponibles.

### Sculptures
| Œuvre                                            | Auteur                               | Commune                           | Localisation                                                                                                  | Notes | Installation                               | Coordonnées                                | Illustration |
| ------------------------------------------------ | ------------------------------------ | --------------------------------- | --- | --- | ------------------------------------------ | ------------------------------------------ | --- |
| Statue de Notre-Dame de France                   | Carlo Sarrabezolles                  | Ancretiéville-Saint-Victor        | Au bord de la rue Notre Dame                                                                                  | | À déterminer                               | 49° 39′ 29″ nord, 0° 58′ 41″ est           | Statue de Notre-Dame de France |
|                                                  |                                      | Barentin                          | Voir la liste des œuvres d'art de Barentin                                                                    | Voir la liste des œuvres d'art de Barentin | Voir la liste des œuvres d'art de Barentin | Voir la liste des œuvres d'art de Barentin | Voir la liste des œuvres d'art de Barentin |
| Buste du docteur Alfred Caron,                   | François-Alexandre Devaux            | Bihorel                           | Jardin de l'hôtel de ville                                                                                    | Érigé sur la place Caron en 1898. | 1966                                       | 49° 27′ 15″ nord, 1° 06′ 58″ est           | Buste du docteur Alfred Caron« Monument au docteur Caron à Bihorel », sur À nos grands hommes,« Monument au docteur Caron à Bihorel », sur e-monumen             |
| Génie des Arts relevés par le Temps,             | Jérôme Denais                        | Bolbec                            | Jardin de l'hôtel de ville (devant)                                                                           | Également appelée le Temps qui tire le mérite de l'obscurité et le couronne. Érigée en 1714 dans le jardin du château de Marly. Retirée et installée sur la fontaine de la place du marché. | 1887                                       | 49° 34′ 25″ nord, 0° 28′ 28″ est           | Génie des Arts relevés par le Temps« Les Arts relevés par le Temps à Bolbec », sur À nos grands hommes,Un dépôt révolutionnaire : des statues de Marly à Bolbec. |
| Statue de Diane,                                 | Copie d'après Jean-Baptiste Poultier | Bolbec                            | Jardin de l'hôtel de ville (côté droit)                                                                       | Érigée en 1714 dans le jardin du château de Marly. Retirée et installée sur la fontaine de la place Diane, devant l'église en 1794.                                                         | 1887                                       | 49° 34′ 26″ nord, 0° 28′ 28″ est           | Statue de Diane |
| Statue de Jeanne d'Arc,                          | Copie d'après Louis-Ernest Barrias   | Bonsecours                        | Monument à Jeanne d'Arc                                                                                       | Représente Jeanne d'Arc. | 1892                                       | 49° 25′ 18″ nord, 1° 07′ 16″ est           | Monument Jeanne d'Arc |
| Statue de saint Michel terrassant le dragon,     | Gabriel-Jules Thomas                 | Bonsecours                        | Monument à Jeanne d'Arc                                                                                       | Représente l'archange Michel. | 1892                                       | 49° 25′ 18″ nord, 1° 07′ 16″ est           | Statue de saint Michel terrassant le dragon, |
| Statue de sainte Catherine,                      | Raoul Verlet                         | Bonsecours                        | Monument à Jeanne d'Arc                                                                                       | Représente Catherine d'Alexandrie. | 1892                                       | 49° 25′ 18″ nord, 1° 07′ 16″ est           | Statue de sainte Catherine, |
| Statue de sainte Marguerite,                     | Édouard Pépin                        | Bonsecours                        | Monument à Jeanne d'Arc                                                                                       | Représente Marguerite d'Antioche. | 1892                                       | 49° 25′ 18″ nord, 1° 07′ 16″ est           | Statue de sainte Marguerite, |
| Monument à Jean Robic                            | À déterminer                         | Bonsecours                        | Route de Paris (RD 914)                                                                                       | Représente Jean Robic. | 2000                                       | 49° 25′ 29″ nord, 1° 07′ 18″ est           | Monument à Jean Robic |
| Buste du docteur Régulus Persac,                 | Ferdinand Berthelot                  | Buchy                             | Sur la place Persac                                                                                           | Fondu sous le régime de Vichy, dans le cadre de la mobilisation des métaux non ferreux. Un buste de remplacement identique est installé en 1953.                                            | 1901                                       | 49° 35′ 05″ nord, 1° 21′ 32″ est           | Buste du docteur Régulus Persac |
| Le Loup                                          | Jean-Marc de Pas                     | Canteleu                          | Sur le rond-point de l'ancienne route de Duclair, de la route de Quevillon et de la route de Duclair (RD 982) | | 1999                                       | 49° 26′ 42″ nord, 1° 00′ 45″ est           | Loup |
| La Femme ailée                                   | Jean-Marc de Pas                     | Canteleu                          | À déterminer                                                                                                  | | 2007                                       | à géolocaliser                             | La Femme ailée |
| Colonne de clowns                                | Jean-Marc de Pas                     | Canteleu                          | Sur la place Jean Jaurès                                                                                      | | À déterminer                               | 49° 27′ 06″ nord, 1° 02′ 12″ est           | Colonne de clowns |
| Buste de Jean Jaurès                             | Luc James                            | Caudebec-lès-Elbeuf               | À gauche de la porte d'entrée de la mairie                                                                    | Représente Jean Jaurès. | 1926                                       | 49° 17′ 00″ nord, 1° 01′ 06″ est           | Image manquante |
| Buste de la République,                          | Luc James                            | Caudebec-lès-Elbeuf               | À droite de la porte d'entrée de la mairie                                                                    | | 1946                                       | 49° 17′ 00″ nord, 1° 01′ 06″ est           | Image manquante |
| Buste d'Henri Savale                             | À déterminer                         | Darnétal                          | À déterminer                                                                                                  | Représente Henri Savale. | À déterminer                               | à géolocaliser                             | Buste d'Henri Savale |
| Statue d'Abraham Duquesne,                       | Antoine Laurent Dantan               | Dieppe                            | Sur la place Nationale                                                                                        | Représente Abraham Duquesne. | 1844                                       | 49° 55′ 35″ nord, 1° 04′ 42″ est           | Statue d'Abraham Duquesne |
| Buste de Jean Rédélé                             | Daniel Druet                         | Dieppe                            | Au bord du rond-point entre le cours Bourbon et l'avenue Normandie Sussex                                     | Représente Jean Rédélé. | 2008                                       | 49° 54′ 53″ nord, 1° 05′ 34″ est           | Buste de Jean Rédélé |
| Couple assis                                     | Jean-Marc de Pas                     | Dieppe                            | À déterminer                                                                                                  | | À déterminer                               | 49° 55′ 38″ nord, 1° 04′ 45″ est           | Couple assis(en) « Couple assis à Dieppe », sur René et Peter van der Krogt                                                                                      |
| Médaillon de Nungesser et Coli                   | À déterminer                         | Étretat                           | Sur la façade du musée du patrimoine, à l'extrémité de l'avenue Damilaville, sur la falaise d'Amont           | Représente Charles Nungesser et François Coli. | 2015                                       | 49° 42′ 39″ nord, 0° 12′ 27″ est           | Médaillon de Nungesser et Coli |
| Statue équestre de Ferdinand-Philippe d'Orléans, | Carlo Marochetti                     | Eu                                | Allée du Cheval, près du château                                                                              | Représente Ferdinand-Philippe d'Orléans. Érigée au centre de la cour carrée du Louvre en 1845. Retirée en 1848 et installée dans la cour devant la petite Orangerie à Versailles.           | 1973                                       | 50° 02′ 55″ nord, 1° 25′ 03″ est           | Statue équestre de Ferdinand-Philippe d'Orléans |
| Apollon du Belvédère                             | Copie d'après Léocharès              | Eu                                | Dans le jardin du château                                                                                     | | À déterminer                               | 50° 02′ 58″ nord, 1° 24′ 55″ est           | Apollon du Belvédère |
| Diane de Gabies                                  | Copie d'après Praxitèle              | Eu                                | Dans le jardin du château                                                                                     | | À déterminer                               | 50° 02′ 59″ nord, 1° 24′ 58″ est           | Diane de Gabies |
| Diane chasseresse                                | Copie d'après Léocharès              | Eu                                | Dans le jardin du château                                                                                     | | À déterminer                               | à géolocaliser                             | Diane chasseresse |
| Buste de la comtesse de Paris                    | À déterminer                         | Eu                                | Dans la roseraie du château                                                                                   | Représente Isabelle d'Orléans-Bragance. | À déterminer                               | à géolocaliser                             | Buste de la comtesse de Paris |
| Monument à Guillaume et Mathilde                 | Roger Bésus                          | Eu                                | Sur la place Guillaume le Conquérant                                                                          | Représente Guillaume le Conquérant et Mathilde de Flandre. | 1987                                       | à géolocaliser                             | Monument à Guillaume et Mathilde(en) « Guillaume le Conquérant et Mathilde à Eu », sur René et Peter van der Krogt                                               |
| Buste de Michel Anguier                          | À déterminer                         | Eu                                | Rue des frères Anguier                                                                                        | Représente Michel Anguier. | À déterminer                               | à géolocaliser                             | Buste de Michel Anguier(en) « Buste de Michel Anguier à Eu », sur René et Peter van der Krogt                                                                    |
| Statue d'Alexandre Le Grand,                     | Henri Gauquié                        | Fécamp                            | Dans l'angle de la cour du palais Bénédictine                                                                 | Représente Alexandre Le Grand. | 1900                                       | 49° 45′ 32″ nord, 0° 22′ 04″ est           | Statue d'Alexandre Le Grand |
| Buste du docteur Léon Dufour,                    | Alphonse Saladin                     | Fécamp                            | Dans le jardin derrrière le musée des arts et de l'enfance, 21 rue Alexandre Legros                           | Représente Léon Dufour. | 1935                                       | à géolocaliser                             | Image manquante |
| Soin du deuil                                    | Bruno Carbonnet                      | Fécamp                            | Centre hospitalier intercommunal du Pays des Hautes Falaises                                                  | | 2006                                       | 49° 45′ 20″ nord, 0° 22′ 51″ est           | Soin du deuil |
| L'Attente                                        | Georges Thurotte                     | Fécamp                            | Boulevard Albert Ier, sur le front de mer                                                                     | | À déterminer                               | à géolocaliser                             | L'Attente« L'Attente à Fécamp », sur À nos grands hommes |
| Buste de Célestin Bellet                         | À déterminer                         | Goderville                        | Place de Verdun                                                                                               | Représente le maire de Goderville entre 1888 et 1917 | À déterminer                               | 49° 38′ 46″ nord, 0° 22′ 01″ est           | Buste de Célestin Bellet |
| La Télégraphie                                   | Hubert Lavigne                       | Gournay-en-Bray                   | À déterminer                                                                                                  | Érigée dans la rotonde centrale du palais du Trocadéro en 1878. | 1936                                       | à géolocaliser                             | Image manquante |
| Statue de Lion                                   | Louis Villeminot                     | Gournay-en-Bray                   | Sur un espace vert devant la salle des fêtes                                                                  | Érigé[Quand ?] sur les marches du perron du palais de justice du Havre. | 1958                                       | 49° 29′ 00″ nord, 1° 43′ 28″ est           | Image manquante |
| Université                                       | Francesco Marino Di Teana            | Gournay-en-Bray                   | Collège Rollon                                                                                                | | 1968                                       | 49° 28′ 50″ nord, 1° 43′ 11″ est           | Université |
| Grande chouette                                  | David Loison                         | Gruchet-le-Valasse                | Dans le bois du parc de l'abbaye du Valasse                                                                   | | 2021                                       | à géolocaliser                             | Image manquante |
| La Station météo                                 | Konrad Loder                         | Isneauville                       | Collège Lucie-Aubrac                                                                                          | | 2008                                       | 49° 29′ 31″ nord, 1° 08′ 30″ est           | La Station météo |
| Buste d'Hector Malot                             | Henri Chapu                          | La Bouille                        | Dans le square Hector-Malot                                                                                   | Représente Hector Malot. | 1866                                       | 49° 21′ 08″ nord, 0° 55′ 51″ est           | Buste d'Hector Malot |
| Statue de Césaire Levillain                      | Robert Delandre                      | Le Grand-Quevilly                 | Intersection de l'avenue Franklin Roosevelt et de la rue Michel Corroy                                        | Représente Césaire Levillain. | 1961                                       | 49° 23′ 58″ nord, 1° 03′ 26″ est           | Statue de Césaire Levillain |
| Colonne Djed                                     | Laurent Baude                        | Le Grand-Quevilly                 | Tramway (station Léon Blum)                                                                                   | | 1994                                       | 49° 24′ 24″ nord, 1° 02′ 42″ est           | Colonne Djed |
| L'Étoile                                         | Olivier Mosset                       | Le Grand-Quevilly                 | Tramway | | 1994                                       | 49° 24′ 42″ nord, 1° 02′ 29″ est           | L'Étoile |
| Descending Vessel                                | David Nash                           | Le Grand-Quevilly                 | Tramway (station J.F. Kennedy)                                                                                | | 1995                                       | 49° 26′ 32″ nord, 1° 06′ 03″ est           | Descending Vessel |
|                                                  |                                      | Le Havre                          | Voir la liste des œuvres d'art du Havre                                                                       | Voir la liste des œuvres d'art du Havre | Voir la liste des œuvres d'art du Havre    | Voir la liste des œuvres d'art du Havre    | Voir la liste des œuvres d'art du Havre |
| Camouflage                                       | Andrea Blum                          | Le Petit-Quevilly                 | Tramway (station Saint-Julien)                                                                                | | 1995                                       | 49° 25′ 12″ nord, 1° 03′ 34″ est           | Camouflage |
| Buste du maréchal Aimable Pélissier              | À déterminer                         | Maromme                           | Sur la façade de sa maison natale, rue des martyrs de la Résistance (RD 6015)                                 | Représente Aimable Pélissier. | 1903                                       | 49° 28′ 57″ nord, 1° 02′ 40″ est           | Buste du maréchal Aimable Pélissier |
| Sans titre                                       | Patrice Lemarié                      | Montivilliers                     | Complexe aquatique Belle-Étoile                                                                               | | 2008                                       | 49° 33′ 10″ nord, 0° 10′ 33″ est           | Image manquante |
| Monument au baron d'Haussez                      | Achille Jacopin                      | Neufchâtel-en-Bray                | Grande rue Saint Jacques (RD 928)                                                                             | Représente Charles Lemercier de Longpré | 1930                                       | 49° 44′ 00″ nord, 1° 26′ 37″ est           | Image manquante |
| Le Triporteur                                    | Jean-Louis Toutain                   | Notre-Dame-de-Gravenchon          | Intersection de la rue de la République (RD 373) et de l'avenue Anatole France (RD 110)                       | | À déterminer                               | 49° 29′ 20″ nord, 0° 34′ 00″ est           | Image manquante |
| Sans titre                                       | Jean-Louis Toutain                   | Notre-Dame-de-Gravenchon          | En appui sur un banc de l'esplanade Rubano                                                                    | | À déterminer                               | à géolocaliser                             | Image manquante |
| Buste du docteur Joseph Cotoni                   | Robert Delandre                      | Oissel                            | Intersection de la rue de la République et de la rue du Maréchal Foch                                         | Fondu sous le régime de Vichy, dans le cadre de la mobilisation des métaux non ferreux. Un buste de remplacement en pierre est installé[Quand ?].                                           | À déterminer                               | 49° 20′ 28″ nord, 1° 05′ 44″ est           | Buste du docteur Joseph Cotoni |
| Médaillon de Jean Jaurès                         | Didier Lebas                         | Oissel                            | Intersection de la rue des Écoles et de l'avenue du Général de Gaulle                                         | | 1985                                       | à géolocaliser                             | Image manquante |
| Statue de sainte Austreberthe                    | Henri Bouchard                       | Pavilly                           | Devant la chapelle sainte Austreberthe                                                                        | Représente Austreberthe de Pavilly. | 1946                                       | 49° 33′ 58″ nord, 0° 57′ 14″ est           | Image manquante |
| Buste de Noël-Honoré Fauvel,                     | François-Alexandre Devaux            | Pavilly                           | Rue Noël-Fauvel                                                                                               | Érigé sur la place du Général-de-Gaulle en 1890. Retiré en 1918 pour installer le monument aux morts de 14-18 à sa place.                                                                   | 1990                                       | 49° 33′ 58″ nord, 0° 57′ 15″ est           | Image manquante |
| Statue de Pierre Corneille                       | À déterminer                         | Petit-Couronne                    | Sur le rond-point de la rue Aristide-Briand et de la rue des Martyrs                                          | Représente Pierre Corneille. En polyester. | À déterminer                               | 49° 23′ 03″ nord, 1° 01′ 17″ est           | Image manquante |
| Statue de Thomas Basin                           | À déterminer                         | Rives-en-Seine (Caudebec-en-Caux) | Intersection de la rue Thomas Bazin et de la rue Guillaume Letellier, au bord de la Sainte-Gertrude           | Représente Thomas Basin. | 1954                                       | à géolocaliser                             | Image manquante |
| Statue de la Sirène                              | Roger Blondel                        | Rives-en-Seine (Caudebec-en-Caux) | Dans le parc à côté de la mairie, devant le MuséoSeine                                                        | Érigée dans un espace discret de la ville en 1959. | À déterminer                               | à géolocaliser                             | Image manquante |
| Monument                                         | À déterminer                         | Rives-en-Seine (Caudebec-en-Caux) | Derrière la mairie                                                                                            | | À déterminer                               | à géolocaliser                             | Image manquante |
| Statue de Victor Hugo                            | À déterminer                         | Rives-en-Seine (Villequier)       | Rue Louis le Gaffric (RD 81)                                                                                  | Représente Victor Hugo. | 1847                                       | 49° 31′ 00″ nord, 0° 40′ 49″ est           | Image manquante |
|                                                  |                                      | Rouen                             | Voir la liste des œuvres d'art de Rouen                                                                       | Voir la liste des œuvres d'art de Rouen | Voir la liste des œuvres d'art de Rouen    | Voir la liste des œuvres d'art de Rouen    | Voir la liste des œuvres d'art de Rouen |
| Inquiétude                                       | À déterminer                         | Saint-Valery-en-Caux              | À déterminer                                                                                                  | | À déterminer                               | à géolocaliser                             | Image manquante |
| Statue d'Albert Ier de Belgique,                 | Robert Busnel                        | Sainte-Adresse                    | Sur la place Clemenceau                                                                                       | Représente Albert Ier. | 1938                                       | 49° 30′ 10″ nord, 0° 05′ 11″ est           | Image manquante |
| Sans titre                                       | Denis Pondruel                       | Sotteville-lès-Rouen              | Tramway | | 1995                                       | 49° 25′ 02″ nord, 1° 05′ 43″ est           | Sans titre |
| Statue de la Liberté                             | Copie d'après Auguste Bartholdi      | Ourville-en-Caux                  | Sur le rond-point du chemin du petit bosc, de la RD 50 et de la RD 150                                        | | À déterminer                               | 49° 43′ 42″ nord, 0° 36′ 27″ est           | Statue de la Liberté |

### Monuments aux morts
| Œuvre                                                                            | Auteur                                  | Commune                           | Localisation | Notes | Installation                               | Coordonnées                                | Illustration |
| -------------------------------------------------------------------------------- | --------------------------------------- | --------------------------------- | --- | --- | ------------------------------------------ | ------------------------------------------ | --- |
| Monument aux morts                                                               | Albert Guilloux                         | Auffay                            | Place de la République                                                                                          | | 1921                                       | 49° 43′ 03″ nord, 1° 05′ 58″ est           | Image manquante |
| Monument aux morts                                                               | À déterminer                            | Aumale                            | Sur la place des marchés                                                                                        | | À déterminer                               | 49° 46′ 14″ nord, 1° 45′ 07″ est           | Monument aux morts d'Aumale |
|                                                                                  |                                         | Barentin                          | Voir la liste des œuvres d'art de Barentin                                                                      | Voir la liste des œuvres d'art de Barentin                                                                                               | Voir la liste des œuvres d'art de Barentin | Voir la liste des œuvres d'art de Barentin | Voir la liste des œuvres d'art de Barentin |
| Monument aux morts                                                               | Albert Guilloux                         | Bacqueville-en-Caux               | Sur la place du Général de Gaulle, devant la mairie                                                             | | 1922                                       | à géolocaliser                             | Monument aux morts |
| Monument aux morts                                                               | Léon Leyritz                            | Belbeuf                           | Sur la place des Alliés, au bord de la rue des Canadiens                                                        | Érigé en 1920 à l'intersection de la route de Franqueville (RD 7) et de la route de Mesnil-Esnard (RD 207).                              | 1991                                       | à géolocaliser                             | Image manquante |
| Le Poilu mourant en défendant le Drapeau (monument aux morts)                    | À déterminer                            | Biville-la-Baignarde              | Intersection de la rue Roger Camain et de la route de la mer (RD 927)                                           | | À déterminer                               | 49° 43′ 15″ nord, 1° 02′ 55″ est           | Monument aux morts de Biville-la-Baignarde |
| Monument aux morts,                                                              | Albert Guilloux                         | Bolbec                            | Sur la place Léon-Desgenétais                                                                                   | Érigé sur la place de Diane. | 1922                                       | 49° 34′ 17″ nord, 0° 28′ 15″ est           | Image manquante |
| Poilu au repos (monument aux morts)                                              | Copie d'après Étienne Camus             | Brachy                            | Intersection de la route de la vallée (RD 2), de l'allée des sapins et de la route de Luneray (RD 4)            | | 1921                                       | 49° 48′ 52″ nord, 0° 57′ 01″ est           | Monument aux morts de Brachy |
| Le Poilu mourant en défendant le Drapeau (monument aux morts)                    | À déterminer                            | Bully                             | Sur la place de la mairie, devant la mairie                                                                     | | À déterminer                               | 49° 43′ 40″ nord, 1° 22′ 16″ est           | Monument aux morts de Bully |
| Monument aux morts                                                               | Maurice Ringot                          | Caudebec-en-Caux                  | Dans le cimetière                                                                                               | | 1920                                       | à géolocaliser                             | Image manquante |
| Monument aux morts                                                               | À déterminer                            | Caudebec-en-Caux                  | Dans le parc à côté de la mairie                                                                                | Remplace l'original de 1923 réalisé par Maurice Ringot, détruit par les bombardements des 10 et 11 mai 1940.                             | À déterminer                               | à géolocaliser                             | Image manquante |
| Monument aux morts                                                               | Albert Guilloux, Louis Rose et Masselin | Caudebec-les-Elbeuf               | À côté de l'église Notre-Dame                                                                                   | | 1922                                       | à géolocaliser                             | Image manquante |
| Buste de poilu (monument aux morts)                                              | Copie d'après Eugène Bénet              | Criquiers                         | Au bord de la rue principale (RD 236), à côté de l'église notre Dame                                            | | À déterminer                               | 49° 40′ 31″ nord, 1° 42′ 31″ est           | Monument aux morts de Criquiers |
| Monument aux morts de 1870-1871                                                  | Alphonse Guilloux                       | Darnétal                          | Dans le square de Longpaon                                                                                      | | 1899                                       | 49° 26′ 41″ nord, 1° 08′ 51″ est           | Image manquante |
| Monument aux morts                                                               | À déterminer                            | Darnétal                          | Dans le cimetière                                                                                               | | 1924                                       | 49° 26′ 39″ nord, 1° 09′ 14″ est           | Image manquante |
| Monument aux morts de 1870-1871,                                                 | Eugène Bénet                            | Dieppe                            | Sur la place des Martyrs                                                                                        | | 1908                                       | 49° 55′ 24″ nord, 1° 04′ 23″ est           | Monument aux morts de 1870-1871 de Dieppe |
| Monument aux morts,                                                              | Ernest Dubois                           | Dieppe                            | Dans le square Carnot                                                                                           | | 1925                                       | 49° 55′ 24″ nord, 1° 04′ 31″ est           | Monument aux morts de 1914-1918 de Dieppe |
| Monument au Snekkar Arctic                                                       | Kaufmann                                | Dieppe                            | Chemin des Falaises                                                                                             | | À déterminer                               | 49° 55′ 55″ nord, 1° 05′ 19″ est           | Image manquante |
| Monument aux soldats canadiens de l'Essex Scottish Regiment                      | À déterminer                            | Dieppe                            | Sur le front de mer, au bord du boulevard du maréchal Foch                                                      | Commémore les soldats du Essex Scottish Regiment (en).                                                                                   | 2006                                       | 49° 55′ 50″ nord, 1° 04′ 46″ est           | Image manquante |
| Monument aux soldats du Royal Hamilton Light Infantry                            | À déterminer                            | Dieppe                            | Sur le front de mer, à l'intersection du boulevard du maréchal Foch et de la traverse du colonel Dollard-Ménard | Commémore les soldats du Royal Hamilton Light Infantry.                                                                                  | À déterminer                               | 49° 55′ 46″ nord, 1° 04′ 37″ est           | Image manquante |
| Monument aux morts de 1870-1871,                                                 | Robert Delandre                         | Elbeuf                            | À l'entrée du cimetière Saint-Jean                                                                              | | 1905                                       | 49° 17′ 03″ nord, 1° 00′ 11″ est           | Monument aux morts de 1870-1871 d'Elbeuf |
| Monument aux morts                                                               | Albert Guilloux                         | Elbeuf                            | Sur la place Aristide Briand, devant la mairie                                                                  | | 1922                                       | 49° 17′ 30″ nord, 1° 00′ 25″ est           | Monument aux morts d'Elbeuf |
| Monument aux morts                                                               | Louis-Henri Nicot                       | Étretat                           | Au bord de l'avenue Nungesser et Coli (RD 11)                                                                   | | À déterminer                               | 49° 42′ 28″ nord, 0° 12′ 36″ est           | Monument aux morts d'Étretat |
| Poilu l'arme au pied (monument aux morts)                                        | Eugène Bénet                            | Eu                                | Sur la place du général de Gaulle                                                                               | | 1922                                       | 50° 02′ 37″ nord, 1° 25′ 10″ est           | Monument aux morts d'Eu |
| Monument aux morts,                                                              | François Sicard                         | Fécamp                            | Sur la place Charles de Gaulle (anciennement place Thiers)                                                      | | 1923                                       | 49° 45′ 26″ nord, 0° 22′ 35″ est           | Monument aux morts de Fécamp |
| Monument aux membres du personnel de la société Bénédictine morts pour la France | Henri Gauquié                           | Fécamp                            | Dans la cour d'honneur du palais Bénédictine                                                                    | | 1921                                       | à géolocaliser                             | Monument aux membres du personnel de la société Bénédictine morts pour la France« Monument aux morts de 1914-1918 à Fécamp », sur À nos grands hommes          |
| Poilu écrasant l'aigle allemand (d) (monument aux morts)                         | Copie d'après Charles-Henri Pourquet    | Foucarmont                        | À déterminer | | À déterminer                               | à géolocaliser                             | Poilu écrasant l'aigle allemand (d) (monument aux morts) |
| Monument aux morts                                                               | Henri-Léon Gréber                       | Gournay-en-Bray                   | Sur la place de la Libération                                                                                   | Également appelé Le Retour, 11 novembre 1918.                                                                                            | 1922                                       | 49° 28′ 52″ nord, 1° 43′ 31″ est           | Image manquante |
| Le Poilu victorieux (monument aux morts)                                         | Copie d'après Eugène Bénet              | Isneauville                       | Rue de l'église                                                                                                 | | À déterminer                               | 49° 29′ 55″ nord, 1° 08′ 29″ est           | Monument aux morts d'Isneauville |
| Monument aux morts                                                               | Maurice Ringot                          | Jumièges                          | Intersection de la rue Mainberte et de la rue Guillaume le Conquérant (RD 143), près de l'entrée du cimetière   | | 1921                                       | 49° 26′ 03″ nord, 0° 49′ 14″ est           | Image manquante |
| Monument aux morts                                                               | Maurice Ringot                          | La Mailleraye-sur-Seine           | Dans le cimetière                                                                                               | | 1921                                       | à géolocaliser                             | Image manquante |
|                                                                                  |                                         | Le Havre                          | Voir la liste des œuvres d'art du Havre                                                                         | Voir la liste des œuvres d'art du Havre                                                                                                  | Voir la liste des œuvres d'art du Havre    | Voir la liste des œuvres d'art du Havre    | Voir la liste des œuvres d'art du Havre |
| Monument aux morts                                                               | Richard Dufour                          | Le Houlme                         | Devant la mairie                                                                                                | | 1920                                       | 49° 30′ 26″ nord, 1° 02′ 23″ est           | Image manquante |
| Monument aux morts                                                               | Maurice Ringot                          | Le Trait                          | Sur la place du 11 novembre, en face de la mairie                                                               | Également appelé Le Gaulois. Érigé dans le cimetière en 1920. Endommagé par un bombardement en août 1943. Restauré en 1948.              | 2012                                       | 49° 29′ 12″ nord, 0° 48′ 16″ est           | Monument aux morts du Trait |
| Le Poilu victorieux (monument aux morts)                                         | Copie d'après Eugène Bénet              | Limésy                            | au bord de la route de Pavilly (RD 53), à côté de l'église saint Martin                                         | | À déterminer                               | 49° 36′ 46″ nord, 0° 55′ 27″ est           | Monument aux morts de Limésy |
| Monument aux morts                                                               | À déterminer                            | Londinières                       | Intersection de la rue du Presbytère et de la rue de Neufchâtel (RD 1314), près de l'église Notre-Dame          | | À déterminer                               | 49° 49′ 56″ nord, 1° 24′ 09″ est           | Monument aux morts de Londinières |
| Monument aux morts de 1870-1871                                                  | Eugène Fauquet et Auguste Foucher       | Moulineaux                        | À déterminer | Également appelé Monument des gardes mobiles ou Qui-Vive.                                                                                | 1901                                       | à géolocaliser                             | Monument aux morts de 1870-1871« Monument aux morts de 1870, ou Monument des gardes mobiles, ou Monument du "Qui vive" à Moulineaux », sur À nos grands hommes |
| Monument aux morts                                                               | Alphonse Guilloux                       | Pavilly                           | Sur la place du général de Gaulle                                                                               | Premier monument aux morts de 1914-1918 érigé en France.                                                                                 | 1918                                       | 49° 34′ 00″ nord, 0° 57′ 15″ est           | Image manquante |
| Monument aux morts                                                               | Alphonse Guilloux                       | Petit-Couronne                    | À déterminer | | 1919                                       | à géolocaliser                             | Image manquante |
| Poilu au repos (monument aux morts)                                              | Copie d'après Étienne Camus             | Quévreville-la-Poterie            | À côté de la mairie                                                                                             | | À déterminer                               | 49° 21′ 17″ nord, 1° 11′ 24″ est           | Monument aux morts de Quévreville-la-Poterie |
| Monument à ceux du Latham 47                                                     | Robert Delandre                         | Rives-en-Seine (Caudebec-en-Caux) | Au bord de l'avenue du Latham 47 (RD 982)                                                                       | Commémore l'équipage du Latham 47, dont René Guilbaud, Albert Cavelier de Cuverville, Leif Dietrichson, Gilbert Brazy et Roald Amundsen. | 1931                                       | 49° 31′ 27″ nord, 0° 44′ 23″ est           | Monument du Latham 47 |
|                                                                                  |                                         | Rouen                             | Voir la liste des œuvres d'art de Rouen                                                                         | Voir la liste des œuvres d'art de Rouen                                                                                                  | Voir la liste des œuvres d'art de Rouen    | Voir la liste des œuvres d'art de Rouen    | Voir la liste des œuvres d'art de Rouen |
| Monument aux morts                                                               | À déterminer                            | Saint-Aubin-de-Crétot             | Dans le cimetière                                                                                               | | À déterminer                               | 49° 34′ 05″ nord, 0° 38′ 15″ est           | Monument aux morts de Saint-Aubin-de-Crétot |
| Monument aux morts                                                               | Robert Delandre                         | Saint-Étienne-du-Rouvray          | Sur la place de la Libération                                                                                   | | 1926                                       | à géolocaliser                             | Monument aux morts(en) « Monument aux morts de 1914-18 à Saint-Étienne-du-Rouvray », sur René et Peter van der Krogt                                           |
| Poilu mourant (monument aux morts)                                               | Copie d'après Jules Déchin              | Saint-Laurent-de-Brèvedent        | Au bord de la rue de la vallée (RD 34), près de l'église Saint Laurent                                          | | À déterminer                               | 49° 31′ 54″ nord, 0° 15′ 25″ est           | Monument aux morts de Saint-Laurent-de-Brèvedent |
| Monument aux morts                                                               | Maxime Real del Sarte                   | Saint-Martin-aux-Buneaux          | Dans le cimetière                                                                                               | | 1924                                       | 49° 49′ 31″ nord, 0° 33′ 13″ est           | Monument aux morts de Saint-Martin-aux-Buneaux |
| Monument aux morts                                                               | Maurice Ringot                          | Saint-Paër                        | À côté de l'église                                                                                              | | 1921                                       | à géolocaliser                             | Image manquante |
| Monument aux morts de 1870-1871                                                  | À déterminer                            | Saint-Romain-de-Colbosc           | Sur la place du Havre                                                                                           | | 1888                                       | à géolocaliser                             | Image manquante |
| La France Victorieuse (d) et Poilu mourant (monument aux morts)                  | Copie d'après Jules Déchin              | Saint-Romain-de-Colbosc           | Sur la place du maréchal Foch, au bord de la rue Félix Faure (RD 81)                                            | | À déterminer                               | 49° 31′ 42″ nord, 0° 21′ 32″ est           | Image manquante |
| Monument aux morts                                                               | Alphonse Saladin                        | Sainte-Adresse                    | Sur la place Masquelier, devant l'église Saint-Denis                                                            | | 1923                                       | 49° 30′ 22″ nord, 0° 05′ 06″ est           | Image manquante |
| Monument aux morts                                                               | Maurice Ringot                          | Sainte-Marguerite-sur-Duclair     | Dans le cimetière, route de Saint-Paër (RD 20)                                                                  | |                                            | à géolocaliser                             | Monument aux morts« Monument aux morts de 1914-1918 à Sainte-Marguerite-sur-Duclair », sur À nos grands hommes                                                 |
| Monument aux morts                                                               | Paul Moreau-Vauthier                    | Yvetot                            | Sur la place de la mairie                                                                                       | | 1924                                       | 49° 37′ 00″ nord, 0° 45′ 22″ est           | Monument aux morts d'Yvetot |
| Monument aux morts                                                               | À déterminer                            | Yvetot                            | Dans le carré militaire du cimetière Saint-Louis                                                                | | À déterminer                               | à géolocaliser                             | Image manquante |

### Monuments pour une bataille ou un évènement
| Œuvre                                                           | Auteur                               | Commune            | Localisation                                                                                                | Notes | Installation | Coordonnées                      | Illustration                                                    |
| --------------------------------------------------------------- | ------------------------------------ | ------------------ | --- | --- | ------------ | -------------------------------- | --------------------------------------------------------------- |
| Monument Dieppe-Canada                                          | À déterminer                         | Dieppe             | Dans le square du Canada                                                                                    | | À déterminer | 49° 55′ 31″ nord, 1° 04′ 14″ est | Image manquante                                                 |
| Monument au survol de l'Oiseau blanc                            | Alexandre Descatoire et Gaston Petit | Étretat            | À l'extrémité de l'avenue Damilaville, à côté de la chapelle Notre-Dame de la Garde, sur la falaise d'Amont | Représente L'Oiseau blanc. Le monument d'origine érigé en 1928, est partiellement détruit par les autorités allemandes en 1942. | 1962         | 49° 42′ 41″ nord, 0° 12′ 27″ est | Monument au survol de l'Oiseau blanc                            |
| Monument du millenaire                                          | Maurits de Maertelaere               | Eu                 | Rue Jean Duhornay                                                                                           | | 1996         | à géolocaliser                   | Image manquante                                                 |
| Monument commémoratif du combat de la Rougemare et des Flamants | Robert Delandre                      | Neuf-Marché        | Dans une clairière à l'écart de la RD 915                                                                   | Commémore le combat de la Rougemare et des Flamants.                                                                            | 1929         | 49° 24′ 28″ nord, 1° 40′ 46″ est | Monument commémoratif du combat de la Rougemare et des Flamants |
| Colonne Napoléon                                                | À déterminer                         | Val-de-la-Haye     | Au bord du chemin des templiers                                                                             | | 1844         | 49° 22′ 14″ nord, 0° 59′ 55″ est | Colonne Napoléon                                                |
| Pyramide de la bataille d'Arques                                | À déterminer                         | Arques-la-Bataille | Rue de la Pyramide (forêt d'Arques)                                                                         | | 1827         | 49° 53′ 35″ nord, 1° 08′ 17″ est | Image manquante                                                 |

### Fontaines
| Œuvre                       | Auteur           | Commune                 | Localisation                                                                                      | Notes                                                                           | Installation                               | Coordonnées                                | Illustration                               |
| --------------------------- | ---------------- | ----------------------- | ------------------------------------------------------------------------------------------------- | ------------------------------------------------------------------------------- | ------------------------------------------ | ------------------------------------------ | ------------------------------------------ |
|                             |                  | Barentin                | Voir la liste des œuvres d'art de Barentin                                                        | Voir la liste des œuvres d'art de Barentin                                      | Voir la liste des œuvres d'art de Barentin | Voir la liste des œuvres d'art de Barentin | Voir la liste des œuvres d'art de Barentin |
| Fontaine                    | À déterminer     | Eu                      | Au centre du jardin du château                                                                    |                                                                                 | À déterminer                               | 50° 02′ 58″ nord, 1° 24′ 58″ est           | Fontaine du jardin du château d'Eu         |
| Fontaine de la Bénédictine, | Ferdinand Marrou | Fécamp                  | Dans le jardin du palais Bénédictine, rue du Jardinet                                             |                                                                                 | 1892                                       | 49° 45′ 33″ nord, 0° 22′ 00″ est           | Fontaine de la Bénédictine                 |
| Fontaine pyramidale         | À déterminer     | Gournay-en-Bray         | Sur la place nationale                                                                            | Classé MH (1945)                                                                | 1779                                       | 49° 28′ 57″ nord, 1° 43′ 27″ est           | Fontaine pyramidale                        |
|                             |                  | Le Havre                | Voir la liste des œuvres d'art du Havre                                                           | Voir la liste des œuvres d'art du Havre                                         | Voir la liste des œuvres d'art du Havre    | Voir la liste des œuvres d'art du Havre    | Voir la liste des œuvres d'art du Havre    |
| Fontaine monumentale        | À déterminer     | Lillebonne              | Dans le jardin Jean Rostand                                                                       | Érigé sur la place Felix-Faure en 1869.                                         | À déterminer                               | à géolocaliser                             | Image manquante                            |
|                             |                  | Rouen                   | Voir la liste des œuvres d'art de Rouen                                                           | Voir la liste des œuvres d'art de Rouen                                         | Voir la liste des œuvres d'art de Rouen    | Voir la liste des œuvres d'art de Rouen    | Voir la liste des œuvres d'art de Rouen    |
| Fontaine                    | À déterminer     | Saint-Romain-de-Colbosc | Intersecton de la rue Sylvestre Dumesnil (RD 80) et de la rue de la République (RD 81)            |                                                                                 | À déterminer                               | 49° 31′ 49″ nord, 0° 21′ 23″ est           | Image manquante                            |
| Fontaine Saint-Louis,       | À déterminer     | Yvetot                  | Sur la place de la Mare-Bridelle, renommée par la suite place Saint-Louis, puis place Louis Féron | Érigée en 1884 sur la place du marché, renommée place Victor Hugo par la suite. | À déterminer                               | 49° 36′ 51″ nord, 0° 45′ 25″ est           | Image manquante                            |

### Œuvres disparues ou retirées
| Œuvre                                  | Auteur                 | Commune              | Localisation                                                                                              | Notes | Installation                               | Coordonnées                                | Illustration |
| -------------------------------------- | ---------------------- | -------------------- | --- | --- | ------------------------------------------ | ------------------------------------------ | --- |
|                                        |                        | Barentin             | Voir la liste des œuvres d'art de Barentin                                                                | Voir la liste des œuvres d'art de Barentin | Voir la liste des œuvres d'art de Barentin | Voir la liste des œuvres d'art de Barentin | Voir la liste des œuvres d'art de Barentin |
| Monument aux morts                     | Maurice Ringot         | Caudebec-en-Caux     | Sur le quai de la Seine                                                                                   | Détruit par les bombardements des 10 et 11 mai 1940. | 1923                                       | à géolocaliser                             | Image manquante |
| Statue de Camille Saint-Saëns,         | Laurent Marqueste      | Dieppe               | Devant la façade sud du théâtre, sur la place du théâtre, renommée place Camille Saint-Saëns par la suite | Représentait Camille Saint-Saëns. Fondue sous le régime de Vichy, dans le cadre de la mobilisation des métaux non ferreux.                                                                      | 1907                                       | à géolocaliser                             | Image manquante |
| Buste de Constant Coquelin             | Auguste Maillard       | Dieppe               | Sur la façade du théâtre                                                                                  | Représentait Coquelin aîné. | 1910                                       | à géolocaliser                             | Image manquante |
| Statue de Jean Vauquelin               | Eugène Bénet           | Dieppe               | Devant le château                                                                                         | Représentait Jean Vauquelin. L'originale en bronze est érigée sur la place Vauquelin à Montréal en 1930.                                                                                        | 1930                                       | à géolocaliser                             | Image manquante |
| Buste de Victor Grandin,               | Henry de Triqueti      | Elbeuf               | Jardin de l'hôtel de ville                                                                                | Représentait Victor Grandin. Érigé en 1852 dans la cour de l'ancienne mairie, rue de la Barrière. Fondu sous le régime de Vichy, dans le cadre de la mobilisation des métaux non ferreux.       | 1871                                       | 49° 17′ 33″ nord, 1° 00′ 26″ est           | Image manquante |
| Buste de Lucien Dautresme,             | Ernest-Eugène Chrétien | Elbeuf               | Sur la place Lecallier, renommée place François-Mitterrand par la suite                                   | Représentait Lucien Dautresme. Fondu sous le régime de Vichy, dans le cadre de la mobilisation des métaux non ferreux.                                                                          | 1897                                       | 49° 17′ 13″ nord, 1° 00′ 32″ est           | Buste de Lucien Dautresme« Monument à Lucien Dautresme à Elbeuf », sur À nos grands hommes,« Monument à Lucien Dautresme à Elbeuf », sur e-monumen |
| Fontaine monumentale de la République, | À déterminer           | Elbeuf               | Sur la place de la République                                                                             | | 1909                                       | à géolocaliser                             | Image manquante |
| Monument à Paul Bignon                 | Richard Dufour         | Eu                   | Adossé à la collégiale Notre-Dame-et-Saint-Laurent                                                        | Représentait Paul Bignon. Fondu sous le régime de Vichy, dans le cadre de la mobilisation des métaux non ferreux.                                                                               | 1934                                       | à géolocaliser                             | Image manquante |
| Monument à Raoul Ancel                 | À déterminer           | Gonfreville-l'Orcher | Sur la place Jean-Jaurès                                                                                  | Représentait Raoul Ancel. Fondu sous le régime de Vichy, dans le cadre de la mobilisation des métaux non ferreux. Le socle resté vide est retiré en 1957.                                       | 1913                                       | à géolocaliser                             | Image manquante |
|                                        |                        | Le Havre             | Voir la liste des œuvres d'art du Havre                                                                   | Voir la liste des œuvres d'art du Havre | Voir la liste des œuvres d'art du Havre    | Voir la liste des œuvres d'art du Havre    | Voir la liste des œuvres d'art du Havre |
| Buste de Gustave Quilbeuf              | Alphonse Guilloux      | Le Houlme            | Route de Dieppe, en face de la maison natale de Gustave Quilbeuf                                          | Représentait Gustave Quilbeuf. Fondu sous le régime de Vichy, dans le cadre de la mobilisation des métaux non ferreux. Le socle resté vide est retiré[Quand ?] et placé dans le parc municipal. | 1913                                       | à géolocaliser                             | Image manquante |
| Fontaine Juliobona                     | À déterminer           | Lillebonne           | Sur la place de la gare                                                                                   | Érigée sur la place de la mairie en 1869. A été détruite. La statue qui la surmontait est dans le musée.                                                                                        | À déterminer                               | à géolocaliser                             | Image manquante |
|                                        |                        | Rouen                | Voir la liste des œuvres d'art de Rouen                                                                   | Voir la liste des œuvres d'art de Rouen | Voir la liste des œuvres d'art de Rouen    | Voir la liste des œuvres d'art de Rouen    | Voir la liste des œuvres d'art de Rouen |